# Joggins
Joggins je seoska zajednica u kanadskom okrugu Cumberland na zapadu kanadske pokrajine Nova Škotska. 
Ona je najpoznatija po svojim obalnim liticama koje predstavljaju paleontološki lokalitet veličine 689 ha, koje je zbog količine i kvalitete jedinstvenih fosila prozvano "Karbonski Galápagos" (prije 354-290 milijuna godina). Stijene fosilnih litica Jogginsa se smatraju presudnima za razumijevanje ovog razdoblja povijesti Zemlje, te su najdeblji i najsveobuhvatniji svjetski zapis slojeva iz pennsylvanija (prije 318 do 303 milijuna godina) s najkompletnijim fosilima zemaljskog života iz tog vremena. To uključuje ostatke i tragove vrlo ranih životinja i prašume u kojoj su živjeli, na licu mjesta, netaknuto i nesmetano. 
Svojom 14,7 km dugom morskom liticom, niskim strminama, stjenovitim platformama i plažama, ovo mjesto predstavlja tri ekosustava: estuarijski zaljev, poplavna prašuma i požarima sklona šumovita dolina sa slatkovodnim bazenima. Ona nudi najbogatiji presjek poznatog fosilniog života u ova tri ekosustava s 96 rodova i 148 vrsta fosila i 20 skupina otisaka. Kako ovo mjesto posjeduje izvrsne primjere koji predstavljaju glavne etape u povijesti Zemlje, fosilne litice Jogginsa su upisane na UNESCO-ov popis mjesta svjetske baštine u Sjevernoj Americi 2008. godine.

## Povijest
Na ovom području su živjeli Micmac Indijanci koji su ga zvali Chegoggins, što znači "velika riblja brana". Francuski i engleski doseljenici su mu pojednostavili ime i ovo područje je postalo ugljenokopom u 18. stoljeću. 
Eksploatacija ugljena se pojačala povezivanjem Jogginsa s Interkontinentalnom željeznicom 1887. godine. Rudarsko naselje Joggins je privlačilo veliki broj radnika i do tada većinskom francuskom stanovništvu pridružili su se irski i škotski emigranti. Kada je 1919. godine Joggings dobio naziv grada, već je imao tri crkve, dva groblja, hotel, kino dvoranu, vatrogasnu postaju, veletržnicu, poštu, željezničku postaju i školu. Joggins je izgubio status grada 1949. godine nakon pada važnosti ugljenokopa i selidbe većine stanovništva u potrazi za poslom. Nakon velike rudarske nesreće u obližnjem Springhillu 1958. godine, rudnici Jogginsa su potpuno zatvoreni, a željeznički kolovodvor je zatvoren 1960-ih.

## Znamenitosti
Prema legendi Mikmak indijanaca, mitski stvoritelj Glooscap je stvorio Novu Škotsku i upravljao je njezinim velikim plimama. Naime, zaljev Fundry ima najveće razlike u plimi i oseci na svijetu. Upravo su ove plime oblikovele krajolik jedinstvene ljepote s nedirnutim plažama, dramatičnim stijenama, obalnim liticama, slapovima i načičkanom šumom. U ovoj prirodi obitava veliki broj životinja kao što su mnoge ptice selice, te orlovi, bukoči i losovi. Zbog toga je turistička infrastruktura s ljetnikovcima, planinarskim kućama i mostovima poveznim putovima (Glooscap Trail) obnovljena početkom 1990-ih, te predstavlja važnu gospodarsku granu ruralnog razvoja Nove Škotske.

### Fosilne litice Jogginsa
Joggins je postao slavan u ranom 19. stoljeću kada su na njegovim obalnim liticama prinađeni jedinstveni fosilni ostaci iz razdoblja pennsylvanija (Carboniferous), uglavnom fosili paprati, prapovijesnog drveća i ranih oblika morskog života. Osnivač moderne geologije, Sir Charles Lyell, je prilikom svojih posjeta Jogginsu 1842. i 1852. god., fosile iz Jogginsa nazvao "najboljim primjerima na svijetu". Njegov suradnik, geolog Sir William Dawson, je otkrio jedan od najvažnijh fosila u povijesti, najstariji fosil reptila koji je dobio ime - Hylonomus ("šumski"), jer je pronađen zarobljen u fosiliziranom drvetu. 
Ove fosile je iskoristio Charles Darwin u svom djelu "Podrijetlo vrsta" iz 1859. godine, te Thomas Henry Huxley prilikom svojih debata o evoluciji s biskupom Samuelom Wilberforceom u Oxfordu 1860. god.
Kasnije je otrkiven i najstariji fosil sinapsida (amniota starijih od reptila), Protoclepsydropsa, 1964. god. Također, najstariji oblik vaskularnih biljaka, Lycopodiophyta Sigillaria je sačuvan na licu mjesta, kako strši iz stijene Jogginsa (slika desno gore), i velika je turistička atrakcija.
Danas je veliki broj fosila iskopanih na ovom mjestu smješten u Centar fosila Joggins.

## Vanjske poveznice
- Službena stranica fosilnih litica Jogginsa (engl.)
- Panofotografije  Arhivirana inačica izvorne stranice od 12. kolovoza 2011. (Wayback Machine) na Patrimonium-mundi.org